# Oodgeroo Noonuccal
Oodgeroo Noonuccal (/ˈʊdɡəruː ˈnuːnəkəl/ UUD-gə-roo NOO-nə-kəl; nascida Kathleen Jean Mary Ruska, mais tarde Kath Walker (Minjerribah, 3 de novembro de 1920 – Brisbane, 16 de setembro de 1993) foi uma ativista política, artista e educadora aborígine australiana, que fez campanha pelos direitos dos aborígines. Noonuccal era mais conhecida por sua poesia e foi a primeira aborígine australiana a publicar um livro de versos.

## Primeiros anos e carreira
Oodgeroo Noonuccal ingressou no Serviço do Exército Feminino Australiano em 1942, depois que seus dois irmãos foram capturados pelos japoneses na queda de Cingapura. Atuando como sinalizadora em Brisbane, ela conheceu muitos soldados americanos negros, bem como australianos europeus. Esses contatos ajudaram a estabelecer as bases para sua posterior defesa dos direitos dos aborígines. Durante a década de 1940, ela se juntou ao Partido Comunista da Austrália porque era o único partido que se opôs à política da Austrália Branca.
Durante a década de 1960, Walker emergiu como um proeminente ativista política e escritora. Ela foi secretária estadual de Queensland do Conselho Federal para o Avanço dos Aborígenes e Ilhéus do Estreito de Torres (FCAATSI), e esteve envolvida em várias outras organizações políticas. Ela foi uma figura-chave na campanha pela reforma da constituição australiana para permitir cidadania plena ao povo aborígine, fazendo lobby com o primeiro-ministro Robert Menzies em 1965 e seu sucessor Harold Holt em 1966. Em uma delegação em 1963, ela ensinou a Robert Menzies uma lição sobre as realidades da vida aborígine. Depois que o primeiro-ministro ofereceu uma bebida alcoólica à deputada, ele ficou surpreso ao saber dela que em Queensland ele poderia ser preso por isso.

Ela escreveu muitos livros, começando com We Are Going (1964), o primeiro livro publicado por uma mulher aborígine. O poema título conclui:
Os uniformes desapareceram junto com a alegria e o riso.

A águia, a ema e o canguru se foram para não correr riscos.

O anel de bora desapareceu.

A Corroboree se perdeu.

E nós estamos no breu.
Este primeiro livro de poesia teve um sucesso extraordinário, esgotando em várias edições e colocando Oodgeroo no caminho para ser o poeta mais vendido da Austrália ao lado de CJ Dennis. As respostas dos críticos foram variadas, com alguns questionando se Oodgeroo, como uma pessoa aborígine, poderia realmente ter escrito ela mesma. Outros ficaram perturbados com o ativismo dos poemas e descobriram que eram "propaganda" e não o que consideravam poesia real. Oodgeroo abraçou a ideia de sua poesia como propaganda e descreveu seu próprio estilo como "sloganístico, escrito civilizado, puro e simples". Ela queria transmitir orgulho de sua aborígine para o público mais amplo possível e popularizar a igualdade e os direitos dos aborígines por meio de sua escrita.
Walker foi a presidente inaugural do comitê da Aboriginal Publications Foundation, que publicou a revista Identity na década de 1970.
Em 1972, ela comprou uma propriedade na Ilha North Stradbroke (também conhecida como Minjerribah ), que chamou de Moongalba ("lugar para sentar"), e criou o Centro Cultural e Educacional Noonuccal-Nughie. E em 1977, foi lançado um documentário sobre ela, chamado Shadow Sister. Foi dirigido e produzido por Frank Heimans e fotografado por Geoff Burton. Descreve seu retorno a Moongalba e sua vida lá. Em uma entrevista de 1987, ela descreveu seu programa educacional em Moongalba, dizendo que "nos últimos dezessete anos, tive 26,5 mil crianças na ilha. Crianças brancas, assim como negras. E se houvesse verdes, eu também gostaria (...) Eu sou daltônico, você vê. Eu os ensino sobre a cultura aborígine. Eu os ensino sobre o equilíbrio da natureza." A Oodgeroo estava comprometida com a educação em todos os níveis e colaborou com universidades na criação de programas de formação de professores que levariam a um melhor ensino nas escolas australianas.
Em 13 de junho de 1970, Noonuccal (como Kathleen Jean Mary Walker) recebeu o prêmio de Membro da Ordem do Império Britânico Civil (MBE) por seus serviços à comunidade.
Em 1974, Noonuccal estava a bordo de um voo da British Airways que foi sequestrado por terroristas que faziam campanha pela libertação da Palestina. Os sequestradores atiraram em um membro da tripulação e em um passageiro e forçaram o avião a voar para vários destinos africanos. Durante seus três dias em cativeiro, ela usou um lápis sem ponta e uma bolsa de viagem do bolso do assento para escrever dois poemas, "Commonplace" e "Yusuf (Hijacker)".
Em 1983, Noonuccal concorreu nas eleições do estado de Queensland para o partido político Australian Democrats no distrito eleitoral de Redlands. Sua campanha se concentrou em políticas que promovem o meio ambiente e os direitos dos aborígines. Recebendo 6,4% dos votos primários, ela não foi eleita.
Em 1986, ela fez o papel de Eva no filme de Bruce Beresford, The Fringe Dwellers.
Em dezembro de 1987, ela anunciou que devolveria seu MBE em protesto contra a intenção do governo australiano de comemorar o bicentenário australiano, que ela descreveu como "200 anos de pura humilhação não adulterada" do povo aborígine. Ela também anunciou que mudaria seu nome para Oodgeroo Noonuccal, com Oodgeroo significando "árvore de casca de papel" e Noonuccal (também escrito Nunukul) sendo o nome de seu povo.

## Vida pessoal e família
Noonuccal nasceu Kathleen Jean Mary Ruska em 3 de novembro de 1920 na Ilha North Stradbroke. Ela frequentou a Dunwich State School e depois se tornou empregada doméstica.
Em 8 de maio de 1943, ela se casou com um amigo de infância e trabalhador da orla de Brisbane, Bruce Walker, na Igreja Metodista, West End, Brisbane. O casal teve um filho Denis, mas depois se separaram.
Ela trabalhou para Raphael e Phyllis Cilento e teve um segundo filho, Vivian Charles Walker, com o filho dos Cilentos, Raphael junior, nascido em Brisbane em 1953. Em 1970, Vivian ganhou a primeira bolsa de estudos aborígine para frequentar o Instituto Nacional de Arte Dramática e trabalhou com artes cênicas e visuais. Ela viveu e trabalhou no exterior por muitos anos antes de retornar à Austrália, onde seu talento foi promovido pelo Aboriginal National Theatre Trust, fundado em 1988. Em 1988, ela adotou o nome indígena Kabul Oodgeroo Noonuccal, kabul que significa cobra-tapete, e no mesmo ano foi coautora de The Rainbow Serpent com sua mãe, para a Exposição Universal de 1988. Em março de 1990 dirigiu a estreia mundial de Munjong, de Richard Walley, no Victorian Arts Center. Ela morreu em 20 de fevereiro de 1991.
Oodgeroo Noonuccal morreu de câncer em 16 de setembro de 1993 no Hospital Geral de Repatriação em Greenslopes, Brisbane, aos 72 anos e foi enterrada em Moongalba, na Ilha de North Stradbroke.

## Na cultura popular
Uma peça foi escrita por Sam Watson intitulada Oodgeroo: Bloodline to Country, baseada na experiência da vida real de Oodgeroo Noonuccal como uma mulher aborígine a bordo de um voo sequestrado por terroristas palestinos a caminho de casa de uma reunião do comitê na Nigéria para o Mundo Negro e Festival Africano de Artes e Cultura.
A poesia de Noonuccal foi musicada por vários compositores, entre eles Christopher Gordon, Clare Maclean, Stephen Leek, Andrew Ford, Paul Stanhope, Mary Mageau e Joseph Twist.

## Prêmios e honrarias
Oodgeroo ganhou vários prêmios literários, entre elas a Mary Gilmore Medal (1970), o Jessie Litchfield Award (1975) e o Fellowship of Australian Writers' Award.
Ela recebeu um doutorado honorário em letras da Universidade Macquarie por sua contribuição à literatura australiana em 1988. Ela também foi nomeada doutora honorária pela Universidade Griffith em 1989, e foi premiada com mais um título honorário de Doutora em Letras em 1991 pela Universidade Monash. Em 1992, Oodgeroo Noonuccal recebeu um doutorado honorário da Faculdade de Educação da Universidade de Tecnologia de Queensland por sua contribuição à literatura e em reconhecimento por seu trabalho no campo da educação.
Em 1979, ela foi premiada com o Sexto Oscar Anual na Cerimônia de Premiação Micheaux, organizada pelo US Black Filmmakers Hall of Fame e no mesmo ano recebeu o Prêmio Internacional de Atuação pelo filme Shadow Sisters.
Ela foi nomeada Membro da Ordem do Império Britânico em 1970, mas devolveu o prêmio em 1987 em protesto contra as comemorações do Bicentenário da Austrália, a fim de fazer uma declaração política sobre a condição de seu povo.
Em 1985, ela foi nomeada Aborígine do Ano, pelo Comitê National Aborigines Day Observance Committee (NADOC, agora NAIDOC), uma homenagem concedida pelos indígenas.
Em 1991, a placa comemorativa com seu nome foi uma das primeiras instaladas no Sydney Writers Walk.
Em 1992, a Universidade de Tecnologia de Queensland (QUT) concedeu-lhe um doutorado honorário da Faculdade de Educação, reconhecendo suas contribuições para a literatura e a educação. Em 2006, a universidade renomeou sua Unidade de Apoio aos Aborígenes e Ilhas do Estreito de Torres como Unidade Oodgeroo em sua homenagem. A universidade também possui o Programa de Bolsas de Estudo Oodgeroo, que oferece bolsas de graduação e pós-graduação para estudantes aborígines e das ilhas do Estreito de Torres.
Em 2009, como parte das comemorações do Q150, ela foi anunciada como um dos ícones do Q150 de Queensland por seu papel como uma "artista influente".
Em 2016, o Festival de Poesia de Queensland introduziu um programa indígena que incluiu o Prêmio inaugural de poesia indígena Oodgeroo Noonuccal.
O distrito eleitoral de Oodgeroo criado na redistribuição eleitoral do estado de Queensland em 2017 recebeu o nome dela.

## Obras publicadas

### Poesia
- 1960: Municipal Gum (em inglês)
- 1960: "A Song of Hope" (em inglês)
- 1964: We are Going: Poems (em inglês)
- 1966: The Dawn is at Hand: Poems (em inglês)
- 1966: Ballad of the Totebrush (em inglês)
- 1970: The Past (em inglês)
- 1970: White Australia (em inglês)
- 1970: All One Race (em inglês)
- 1970: Freedom (em inglês)
- 1970: Then and Now (em inglês)
- 1970: Last of His Tribe (em inglês)
- 1970: My people: A Kath Walker collection (em inglês)
- 1985: No More Boomerang (em inglês)
- 1985: Then and now (em inglês)
- 1988: Kath Walker in China (em inglês)
- 1992: The Unhappy race (em inglês)
- 1990: The Colour Bar (em inglês)
- 1990: Let Us Not Be Bitter (em inglês)
- 1994: Oodgeroo (em inglês)

### Infantil
- 1972: Stradbroke Dreamtime (em inglês)
- 1981: Father Sky and Mother Earth (em inglês)
- 1986: Little Fella (em inglês)
- 1988: The Rainbow Serpent (em inglês)

### Não-ficção
- 1989: Towards a Global Village in the Southern Hemisphere (em inglês)
- 1989: The Spirit of Australia (em inglês)
- 1990: Australian Legends And Landscapes (em inglês)
- 1992: Australia's Unwritten History: More legends of our land (em inglês)
- 1993: Oodgeroo of the tribe Nunukul in The Republicanism Debate (em inglês)